# Esjufjöll
Esjufjöll è un sistema vulcanico situato nella parte meridionale dell'Islanda. È per gran parte ricoperto dalla calotta glaciale del Vatnajökull, il grande ghiacciaio posto al centro dell'isola.
L'Esjufjöll è attualmente incluso in una riserva naturale classificata di categoria Ia secondo la IUCN.

## Descrizione
L'Esjufjöll è situato tra i sistemi vulcanici di Öræfajökull e Snæfell e insieme ad essi forma la cintura vulcanica di Öræfi, una cosiddetta zona laterale, che si trova tra 40 e 50 km a est dell'attuale zona di rift.

## Vulcanismo
Il sistema vulcanico consiste di un vulcano centrale, Snaehetta, e di una ampia caldera di 40 km².
La maggior parte del sistema vulcanico, compresa la caldera, si trova al di sotto del ghiacciaio Vatnajökull, mentre i ripidi fianchi delle creste disposte con orientamento nordovest-sudest, risultano esposti.
Le eruzioni di questo vulcano tendono a produrre flussi piroclastici e lave basaltiche debolmente alcaline, ma sono presenti anche porzioni di roccia riolitica.

## Probabile eruzione nel 1927
Per quanto è noto, il vulcano è probabilmente entrato in eruzione solo una volta in tempi storici, nel settembre 1927, quando è stata registrata un'imponente Jökulhlaup, la catastrofica inondazione provocata da un'eruzione subglaciale, scesa lungo il corso del fiume Jökulsá á Breiðamerkursandi. Fu registrato anche un forte odore sulfureo.
Nell'ottobre 2002 invece è stata registrata una serie di sciami sismici, che potrebbero indicare possibili movimenti di magma.

## Nunatak
Alcune cime sporgono dal ghiacciaio come nunatak, tra cui l'Esja, la vetta più alta del massiccio subglaciale che raggiunge un'altezza di 1522 m.

## Rifugio
Sul'Esjufjöll c'è un rifugio che è di proprietà dell'associazione Jöklarannsóknarfélag.